# Ebligen
Ebligen (toponimo tedesco) è una frazione del comune svizzero di Oberried am Brienzersee, nel Canton Berna (regione dell'Oberland, circondario di Interlaken-Oberhasli).

## Geografia fisica
Ebligen si affaccia sul Lago di Brienz.

## Storia
Già comune autonomo che apparteneva al distretto di Interlaken, nel 1914 è stato accorpato a Oberried am Brienzersee.

## Società

### Evoluzione demografica
L'evoluzione demografica è riportata nella seguente tabella:
Abitanti censiti

## Infrastrutture e trasporti
Ebligen è servito dall'omonima stazione sulla ferrovia del Brünig.

## Amministrazione
Ogni famiglia originaria del luogo fa parte del cosiddetto comune patriziale e ha la responsabilità della manutenzione di ogni bene ricadente all'interno dei confini del comune.